# Metglas
El Metglas es una delgada cinta de aleación de metal amorfo producida usando un proceso de solidificación rápida de aproximadamente 1000 000 °C por segundo (1800 000 °F/s; 1000 000 K/s). Esta rápida solidificación crea propiedades ferromagnéticas únicas que permiten que la cinta sea magnetizada y desmagnetizada rápida y eficazmente con pérdidas de núcleo muy bajas de aproximadamente 5 mW/kg a 60 Hz y una permeabilidad relativa máxima de aproximadamente 1000 000.

## Historia
Basado en la tecnología desarrollada en las instalaciones de investigación de AlliedSignal en Morristown, Nueva Jersey y Vacuumschmelze en Hanau, Alemania. El desarrollo de los metales amorfos comenzó en 1970. Con los años, muchas nuevas aleaciones se han desarrollado usando los mismos principios de solidificación rápida.
El Metglas difiere de los metales tradicionales en que tiene una estructura no cristalina y pose propiedades físicas y magnéticas únicas que combinan alta permeabilidad, resistencia y dureza con flexibilidad y tenacidad.